# Batracobdelloides reticulatus
Batracobdelloides reticulatus (лат.) — вид плоских пиявок (Glossiphoniidae). Является типовым видом рода Batracobdelloides.

## Название
Родовое название Batracobdelloides происходит от наименования близкого рода пиявок Batracobdella (латинский суффикс -oides имеет значение «близкий, похожий»), в свою очередь, происходящего от греческого βάτραχος «лягушка» и βδέλλα «пиявка» — Batracobdella является эктопаразитом лягушек.
Изначально была описана как Glossiphonia reticulata (Kaburaki, 1921). Позднее вид был перенесён вначале в роде Batracobdella (Chandra, 1983), а затем в род Batracobdelloides (Nesemann & Csänyi, 1995).

## Описание
Общая длина Batracobdelloides reticulatus составляет 10 мм. Тело листообразное, уплощённое в спинно-брюшном направлении, с тремя продольными рядами сосочков (более мелкие сосочки также беспорядочно разбросаны по всей поверхности спинной стороны). Передняя часть тела отделена от остального тела более узкой перетяжкой, образуя подобие «головки». Края тела с мелкими зазубринами.
Имеет оливково-серую окраску, пигмент распределён неравномерно, сетчато.
Тело сегментированное, сегменты I—II состоят из 1 кольца, сегменты III—IV состоят из 2 колец, сегменты VI—XXIV — из 3 колец, сегменты XXV—XXVIII — из 2 колец. Суммарно количество колец равно 72.
На переднем конце тела имеется две пары глаз, глаза передней пары небольшие, малозаметные, находятся на III сегмента; глаза задней пары крупнее, находятся на IV сегменте.
Имеется мускулистый хобот. Желудок с 7 парами слабоветвистых карманов (отростков), среди которых наибольшей длиной и числом ветвлений обладают карманы последней пары.
Гермафродиты. Имеются семенной и яйцевой мешки. Мужское и женское половые отверстия (гонопоры) разделены 2 кольцами (мужская гонопора расположена между XI и XII сегментами, женская — на XII сегменте).

## Образ жизни
Batracobdelloides reticulatus обнаружена внутри мантийных полостей двустворчатых моллюсков Lamellidens (семейство перловицы). Такого рода ассоциации не уникальны для этого вида — они показаны для нескольких других видов рода Batracobdelloides, а также родов Hemiclepsis и Placobdella.
Питание не показано. По-видимому, является эктопаразитом рыб, как и большинство представителей рода.

## Распространение
Обнаружена на территории Индии и Непала.

## Таксономия
Положение вида внутри рода Batracobdelloides доподлинно неизвестно, так как для этого вида отсутствуют молекулярные данные. На основании морфологического описания и сведений о распространении вида высказывается предположение, что наиболее родственной может оказаться группа видов из Мьянмы — Batracobdelloides indochinensis, Batracobdelloides hlaingbweensis, Batracobdelloides conchophylus и Batracobdelloides yaukthwa.